# Ich weiß, ich war’s
Ich weiß, ich war’s ist ein autobiografisches Buch des Regisseurs Christoph Schlingensief (1960–2010), das posthum im Oktober 2012 erschien. Es wird von Schlingensiefs Witwe Aino Laberenz herausgegeben (unter Mithilfe der Lektorin Stephanie Kratz und Schlingensiefs Mitarbeiter Jörg van der Horst) und erscheint im Verlag Kiepenheuer & Witsch in Köln.
Das Buch besteht aus Texten, die 2009 und 2010 nach Veröffentlichung des Krebs-Tagebuchs So schön wie hier kann’s im Himmel gar nicht sein verfasst oder gesammelt wurden. Schlingensiefs Schriften füllen 20 Kapitel und 260 Seiten aus, ein Vorwort von Aino Laberenz stammt aus dem August 2012.
Das gleichnamige Hörbuch enthält O-Töne von Christoph Schlingensief und ausgesuchte Texte, die der Theater- und Fernsehschauspieler Martin Wuttke liest.

## Ausgaben
- Christoph Schlingensief, Aino Laberenz (Hrsg.): Ich weiß, ich war’s. Kiepenheuer & Witsch, Köln 2012, ISBN 978-3-462-04242-9.